# Sieben Mulden und eine Leiche
Sieben Mulden und eine Leiche ist ein Dokumentarfilm des Schweizer Journalisten Thomas Haemmerli.

## Handlung
Ausgerechnet an seinem vierzigsten Geburtstag erfährt Thomas Haemmerli vom Tod seiner Mutter. Der nächste Schock ist die komplett vermüllte Wohnung der Verstorbenen. Einen Monat lang räumen Thomas und sein Bruder Erik auf und finden im Chaos Familienaufnahmen, die bis in die Dreissiger Jahre zurückreichen. Es ergeben sich zwei Handlungsstränge: Zum einen der Kampf gegen das Chaos, bei dem die Wohnung zunehmend leerer und sauberer wird, und zum anderen die Geschichte der Familie, die immer chaotischer wird. Der Film setzt sich sehr offen mit dem Messie-Syndrom auseinander.

## Hintergründe
Regisseur Haemmerli hat den Tod seiner Mutter zu verarbeiten versucht, indem er – durch seine Arbeit als Fernsehjournalist gewohnt – seine Kamera zur Dokumentation der Umgebung verwendete. Als man später bemerkte, dass das Material auf grosses Interesse stieß, wurde daraus ein Dokumentarfilm produziert.

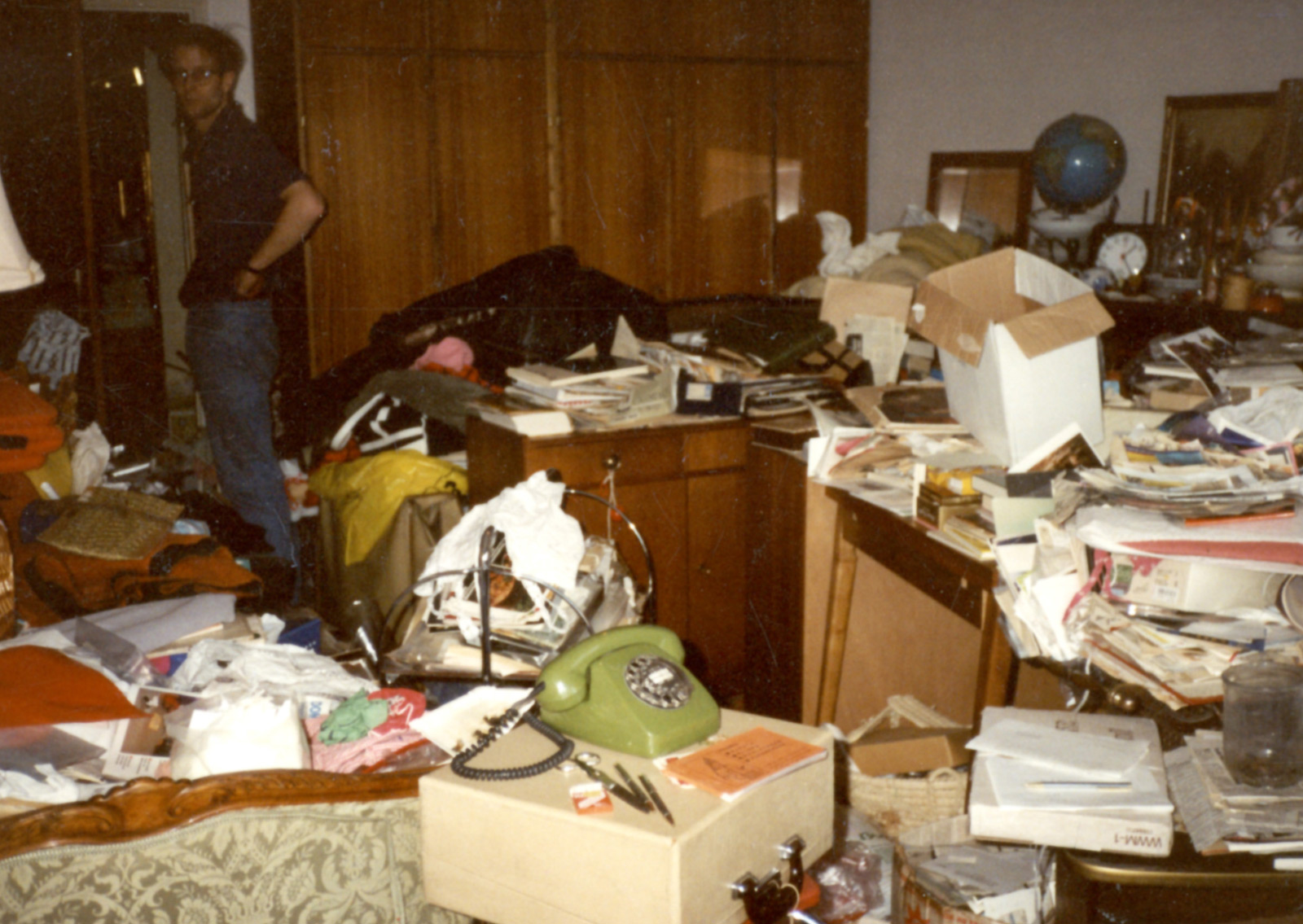
Szene aus dem Film

„Mein Bruder und ich hatten geahnt, dass die Wohnung eher chaotisch wäre, was wir aber antrafen, überstieg unsere schlimmsten Befürchtungen. Wie die meisten Messies setzte unsere Mutter Himmel und Hölle in Bewegung, um nie jemanden in ihre vier Wände zu lassen. Während einem Monat räumten wir die Wohnung auf und arbeiteten uns durch die Materialberge. Wir fanden viele Zeugnisse aus der Familiengeschichte: Fotos, die bis in die 1880er Jahre zurückreichen. Filmmaterial aus den 30ern und 40ern, und alles, was meine Mutter ab den 60ern gedreht hatte. Das ungewöhnliche Material war der Ausgangspunkt für den Film: gegen siebzig Jahre Familiengeschichte. Und die Möglichkeit, in der Wohnung zu drehen, ohne dass Angehörige ein Veto einlegen.“

„Ich war immer der Auffassung, dass die Geschichten, die man an einem lustigen Abend erzählt, auch die sind, die man einem weiteren Publikum erzählen sollte.“

## Kritiken
„Ich bewundere die gnadenlose Haltung von Haemmerli gegenüber seinen Eltern – als Vater stößt sie mich gleichzeitig ab.“

„Der Film ist pietätfrei, schamlos und indiskret. Politisch korrekt sind die Haemmerlis höchstens aus Versehen. […] Es ist ein böser, manchmal rasend komischer Film, der Einiges zu sagen hat über unsere Erinnerungskultur in Hochglanzalben, aus denen heraus es stinkt.“

„Höchst unbequem das Thema, extrem pietätlos seine Umsetzung: Beides zusammen ist großartig.“

„Man kann diesen Umgang mit der verstorbenen Mutter geschmacklos finden, ausbeuterisch und zynisch. Doch die verstörende Leichtigkeit und die kühle Perspektive sind gleichzeitig die große Stärke des Films. ‘Sieben Mulden und eine Leiche’ hat den Mut, unterhalten zu wollen, statt sich in der Trauer zu suhlen.“

„Allein der Umstand, dass die Lebensverhältnisse der Frau aller landestypischen Ordnungsliebe widersprechen, ist für die Schweizer ein Freibrief, ihre Würde für immer auszulöschen. […] Jeder Liebesbeweis der Frau, ja ihr ganzer Lebensweg wird vor der Kamera zertreten und zermüllt.“

„Verkauft wird [der Film] als schwarzhumoriger Versuch, der Tabuisierung des Todes entgegenzutreten. Was die Haemmerlis mit ihrer »Dokukomödie« in Wirklichkeit abgeliefert haben, ist aber nicht die Dekonstruktion eines Tabus, sondern die Dokumentation der eigenen emotionalen Verwahrlosung.“

## Wissenswertes
Der junge Kofi Annan kommt im Film vor, weil er zu Gast auf der Hochzeitsfeier von Haemmerlis Eltern war.
Der Film wurde 2006 von der Zürcher Filmstiftung mit CHF 90’000 gefördert.

## Internationale Veröffentlichung
Das erste offizielle Screening ausserhalb der Schweiz war im April 2007 anlässlich des Hot Docs Canadian International Documentary Film Festivals in Toronto/Kanada unter dem Titel „Seven dumpsters and a corpse“.
In Deutschland wurde der Film im Herbst 2007 auf mehreren Filmfestivals gezeigt. Er kam in der Schweiz im März 2007 in die Kinos, startete deutschlandweit am 17. April 2008 und im Oktober 2008 in Österreich.

## Auszeichnungen
- Zürcher Filmpreis 2007[9]
- Publikumspreis der Duisburger Filmwoche 2007[10]
- Nomination Schweizer Filmpreis 2008[11]